# Interstate-35W-Mississippi-River-Brücke
Die Interstate-35W-Mississippi-River-Brücke war eine Stahlfachwerkbrücke in Minneapolis, Vereinigte Staaten. Sie wurde 1967 errichtet und führte im Verlauf des Interstate Highway 35W über den Mississippi. Sie verband in Minneapolis die Stadtviertel Downtown East und Marcy-Holmes.
Die Brücke war 581 m lang, 33 m breit, 19,5 m hoch über dem Fluss, besaß vier Fahrstreifen in jeder Richtung und wurde nach Angaben des Minnesota Department of Transportation von durchschnittlich 141.000 Fahrzeugen pro Tag überquert.
Sie stürzte am 1. August 2007 während der Hauptverkehrszeit ein. Durch das Unglück wurden 13 Personen getötet, das letzte Opfer konnte erst am 20. August geborgen werden. In den Monaten nach dem Unglück entstand an derselben Stelle der Neubau der zehnspurigen St. Anthony Falls (35W) Bridge, die am 18. September 2008 freigegeben wurde.

## Geschichtlicher Hintergrund

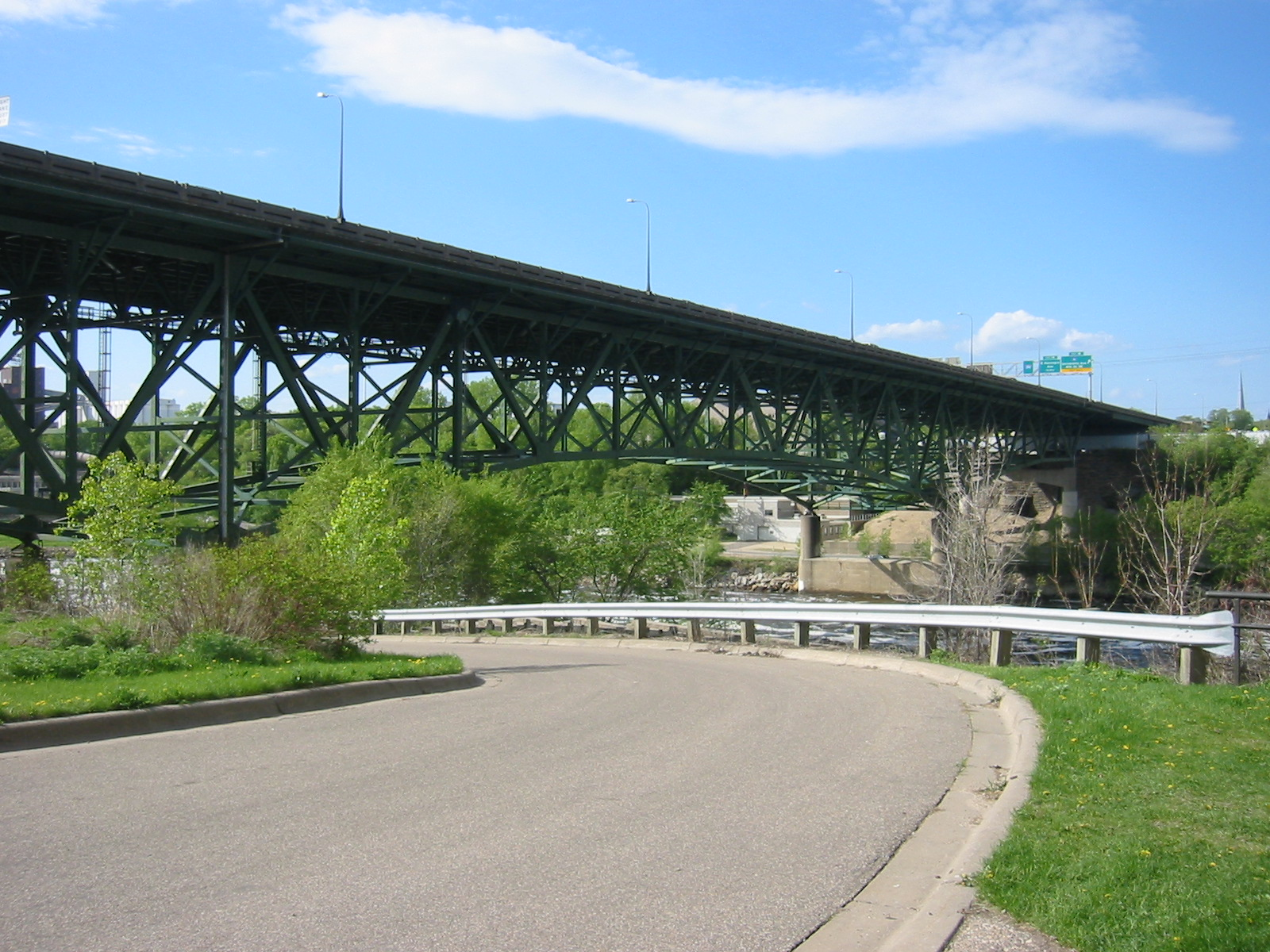
Blick auf die Brücke von der Südseite her

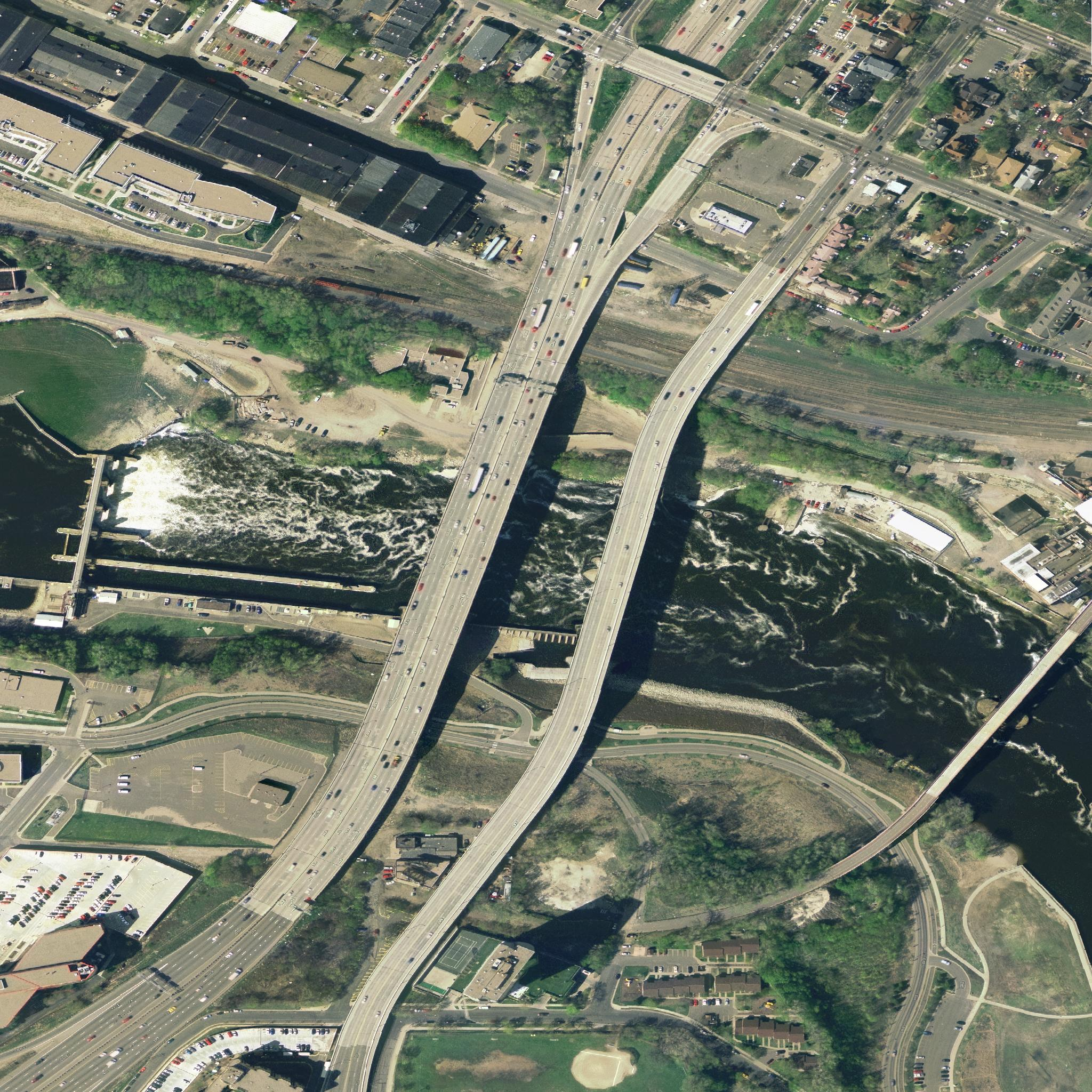
Luftbild aus dem Jahr 2004

Die Brücke wurde in einem Gebiet im Osten von Minneapolis errichtet, das seit mehr als 160 Jahren gut entwickelt war. Die erste wirtschaftliche Nutzung begann 1848 eine Meile nördlich der Brücke bei den Saint-Anthony-Fällen und breitete sich von dorther aus. Mit der Zeit entwickelte sich deshalb ein Flussabschnitt, der von Brücken, Schleusen und Dämmen geprägt ist.
Der Fortschritt kam allerdings nicht problemlos; der Hennepin-Island-Tunnel stürzte 1869 ein und machte die Betonierung eines Wehres an den Saint-Anthony-Fällen erforderlich. Im Jahr 1878 kam es in der Getreidemühle Washburn "A" Mill zu einer folgenschweren Explosion.
Die Umgebung der südlichen Widerlager der Brücke ist ein acht Hektar großes Gelände, das in den 90 Jahren vor dem Brückenbau durch die Gaswerke der Stadt Minneapolis genutzt wurde, die hier ein Kohlevergasungswerk betrieb. Minnegasco, die letztlich ein Teil von CenterPoint Energy wurde, ließ das Werk in den 1960er Jahren abreißen, weil inzwischen die Nutzung von Erdgas die Kohlevergasung unrentabel machte. Eine Hälfte des Areals wurde an die Continental Oil Co. verkauft, die auf dem Gelände für weitere 20 Jahre Ölprodukte lagerte und verarbeitete.
Die lange industrielle Nutzung hatte die Kontamination des Bodens unter der Brücke mit giftigen Stoffen zur Folge. Ein jahrelanger Rechtsstreit um die Kosten der Beseitigung dieser Altlasten dauerte bis 1991 und 15.000 Tonnen verseuchten Erdreiches wurden von dem Gelände unter und neben der Brücke entfernt. Die Kosten für die Beseitigung betrugen zwischen 1993 und 1998 insgesamt rund 30 Millionen US-Dollar.

## Konstruktion und Instandhaltung
Die beiden Stahlbetonhauptpfeiler der Brücke waren an den Ufern des 119 m breiten Flusses angeordnet. Der Überbau bestand aus einer 323 m langen, gevouteten Fachwerkträgerkonstruktion mit einer maximalen Spannweite von 139 m. Die Brücke war eine wichtige Straßenverbindung im Verlauf der Interstate 35W. Wegen der kalten Winter in Minnesota verfügte die Brücke seit 1999 über ein Enteisungssystem. Bei Temperaturen, die die Bildung von Eis auf der Fahrbahnoberfläche ermöglichten, wurde Kaliumacetat auf die Straßenoberfläche gesprüht. Ein ähnliches System wurde später auf der Brooklyn Bridge in New York City installiert.
Im September 1991 waren die beiden rechten, nordwärts führenden Spuren wegen Unterhaltungsarbeiten geschlossen, drei Jahre später wurde die rechte nach Norden führende Fahrspur zeitweise gesperrt, um den Zustand der Brücke zu untersuchen. 1998 war die Straßenbeleuchtung instand gesetzt worden.

## Einsturz

Aufnahmen einer Überwachungskamera: Einstürzende I-35W-Brücke

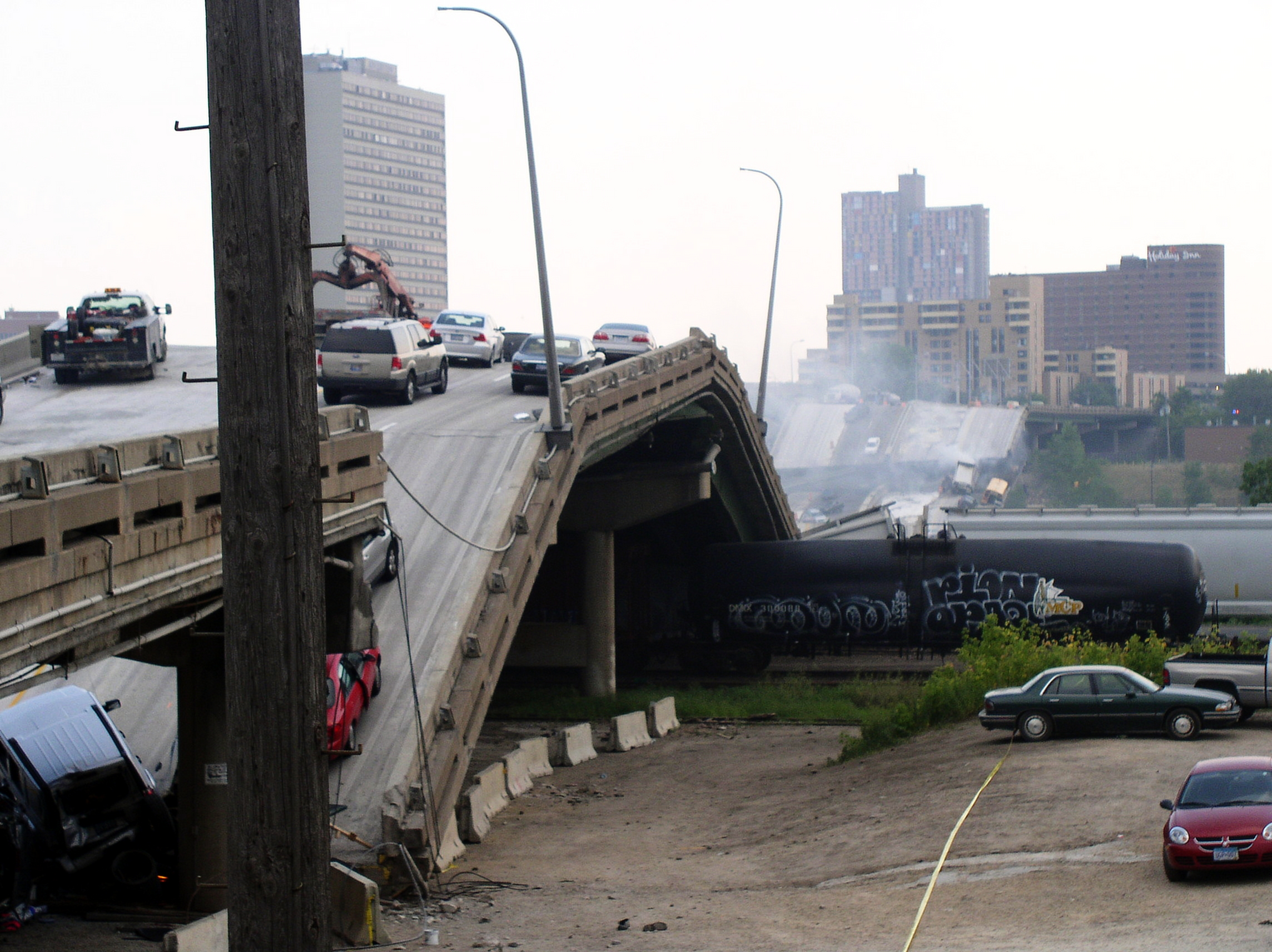
Eingestürzte I-35W-Brücke

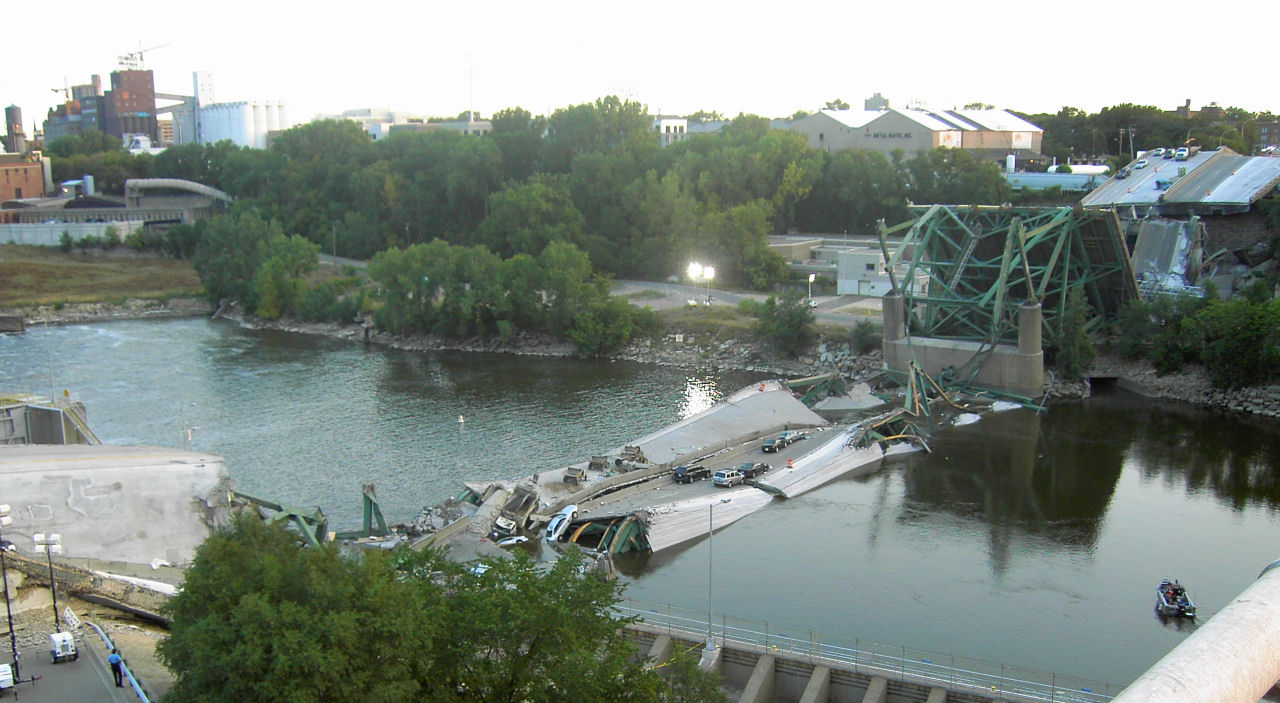
Eingestürzte I-35W-Brücke

Am Mittwoch, dem 1. August 2007 stürzte die Brücke während der Hauptverkehrszeit um 18:05 Uhr Ortszeit teilweise in sich zusammen. Dadurch fielen mindestens 50 Fahrzeuge, deren Insassen und mehrere Bauarbeiter entweder in das Flussbett oder auf die Ufer. Insgesamt kamen 13 Menschen ums Leben. Mehrere Fahrzeuge fingen Feuer. Ein Teil der Brücke stürzte auf unter der Brücke stehende Güterwagen, wodurch drei Eisenbahnwaggons mit Kunststoffgranulat zerquetscht und ein vierter beschädigt wurden. Die Gleise gehören zu einem Industrieanschluss der Minnesota Commercial Railway.
Die Ursache des Einsturzes war laut dem Untersuchungsbericht des National Transportation Safety Board ein Konstruktionsfehler der Ingenieure, welche die Knotenbleche der Stahlträger falsch dimensioniert hatten. Im Abschlussbericht wird auch die mangelhafte Überwachung durch die Aufsichtsbehörden kritisiert. Einige Wochen vor dem Einsturz hatten Bauarbeiten im Bereich der Brückenkonstruktion begonnen. Daher war die Verkehrsführung auf zwei Fahrstreifen in jede Richtung beschränkt worden. Kurz vor dem Zwischenfall hatte das Minnesota Department of Transportation (Mn/DOT) bekanntgegeben, dass jeweils an den späten Abenden des 31. Juli und 1. August der Verkehr auf eine Fahrspur pro Richtung beschränkt werden würde.

## Mn/DOT-Bericht von 2001
In diesem Bericht wurde aufgedeckt, dass die Konstrukteure der Brücke nicht korrekt nachgewiesen haben, wann die ersten Ermüdungsbrüche im Stahlfachwerk auftreten würden. Schwachpunkt waren die Schweißverbindungen, die die einzelnen Fachwerkstäbe miteinander verbanden. Weiterhin wurde bemängelt, dass bei einem Ermüdungsbruch einer dieser Verbindungen die gesamte Brücke einstürzen könnte.
Ergebnis der Untersuchung war, dass ein Versagen der Bauteile nicht zu erwarten wäre und eine Inspektion alle 6 Monate ausreichen würde.
Der Minnesota State Highway 280 ist zur offiziellen Ausweichstrecke bestimmt worden, weswegen er abschnittsweise in einen Freeway umgewandelt wurde.